# Бізнес-центр Рояль-Плаза
Бізнес-центр «Рояль-Плаза» (англ. Royal-Plaza) — 33-поверховий хмарочос у м. Мінську, Білорусь, що репрезентується англомовною назвою «Royal-Plaza» (у перекладі означає «королівська площа»). Один з найвищих в країні.

## Характеристики
- 1 поверх — вестибюль.

- 2—3 поверхи — торгові приміщення.

- 4—30 поверхи — офісні приміщення площею від 85 м² до 255 м².

- 28 поверх — ресторан на 50 місць з баром і панорамним видом на місто, кафе на 30 місць з бенкетною залою.

- 31—33 — технічні поверхи.